# Deirdre Griswold
Deirdre Griswold (...) è una politica statunitense.
Scrisse delle pagine per il giornale Workers World Party e si candidò alla presidenza degli Stati Uniti D'America nel 1980 con l'omonimo partito. La sua candidata alla vicepresidenza fu Gavrielle Holmes.
È la figlia di Vincent Copeland (morto nel 1993, a 77 anni), uno dei fondatori del partito. Anche sua madre Elizabeth Ross Copeland e la sua zia paterna Cynthia Cochran erano comuniste. Lei era sposata con  Andy Stapp.
Ha scritto pagine per il Workers World per un decennio.
Il 12 febbraio 2018 Griswold è apparsa al Tucker Carlson Tonight, dove ha difeso il governo della Corea del Nord.

## Opere
- China; the struggle within from the pages of Workers World (1972) (con Sam Marcy e Naomi Cohen)
- The Ethiopian Revolution and the Struggle Against U.S. Imperialism (1978)
- Eyewitness Ethiopia: The continuing revolution (1979)
- Indonesia: The Bloodbath that Was (1975)
- Indonesia: The Second Greatest Crime of the Century (1978) ISBN 0-89567-003-8